# De Vier van Noord-Holland 4 2024; finale
De schaatsmarathon De Vier van Noord-Holland 4 2024 was de vierde wedstrijd van het marathonseizoen 2024/2025 en de vierde van de vier wedstrijden: de finale van de De Vier van Noord-Holland 2024 die op zondag 15 december 2024 plaatsvond op ijsbaan Jaap Edenbaan in Amsterdam. Het is de allereerste keer dat de De Vier van Noord-Holland is gehouden. De wedstrijden werden live uitgezonden op NPO 1.
Bart Hoolwerf had met een vijfde plaats de eindzege in veilig gesteld. Hoolwerf deed dit temidden van hectiek waarin de eerst aankomende Sjoerd den Hertog gedeclasseerd werd nadat ploeggenoot Jordy Harink in de laatste vijf ronden ongeoorloofde ploegensteun had gegeven. Ook Jeroen Janissen die als dagwinnaar werd aangewezen kreeg in die fase nog steun maar werd in eerste instantie niet gedeclasseerd. Twee uur na de wedstrijd gebeurde dit alsnog waardoor Bart Swings die de pelotonsprint om de derde plaats won de dagzege behaalde en zo tweede werd in het klassement.
Terwijl Den Hertog al door de speaker als winnaar werd geïnterviewd kreeg Harink van de jury de rode kaart. Met ingang van dit seizoen betekent dit ook een declassering voor de ploeggenoot die profiteert van onreglementaire steun. De jury zette Den Hertog terug naar de tweede plaats achter Janissen die zijn ploeggenoot Jorian ten Cate in eerste instantie geen kaart zag ontvangen en zo dus de overwinning kon bejubelen op podium.
Twee uur na de wedstrijd ontving Ten Cate als nog ook de rode kaart en werd zo Janissen ook declasseert. Omdat beide gedeclasseerde rijders voor het peloton finishten werden ze teruggezet naar de laatste plaats van het peloton en zo won Bart Swings, die de pelotonsprint won, de wedstrijd. Luc ter Haar en Bart Hoolwerf die als vierde en vijfde finishten klommen zo op naar de tweede en derde plaats in de daguitslag. Voor de eindwinst veranderde dat niets. Hoolwerf behield de eindwinst. Swings die als derde gehuldigd was schoof op naar de tweede plaats doordat Janissen wegviel. Ter Haar klom op naar de derde plaats in de eindstand.
Ook de finale van De Vier van Noord-Holland werd gewonnen door Marijke Groenewoud. In zware omstandigheden waar de wind tijdens de wedstrijd steeds meer aantrok overvleugelde Groenewoud bij het luiden van de bel de ontsnapte thuisrijdster Tessa Snoek en snelde naar haar vierde overwinning op rij. Bente Kerkhoff werd opnieuw tweede. Esther Kiel die naar de derde plaats sprintte stelde tijdens de koers het lotensprintpak veilig. Het meest uitdagende was een aanval van Tessa Snoek drie ronden voor het eind. De rappe dame, die als thuisrijdster het vrouwelijk gezicht van de vierdaagse was in de promotie, probeerde met een solo-aanval de sprint te ontlopen. Bij het luiden van de bel overvleugelde een sprintende Marijke Groenewoud Snoek al om het daarna niet meer af te geven. Voor de vierde dag op rij finishte Bente Kerkhoff achter de winnende Groenewoud weer als tweede. Esther Kiel kroop net als de eerste dag als de nummer drie naar het podium.

## Tijdschema
| Datum                   | Tijd (CET) | Onderdeel           |
| ----------------------- | ---------- | ------------------- |
| Zondag 15 december 2024 | 14:30      | Top-divisie vrouwen |
| Zondag 15 december 2024 | 16:10      | Top-divisie mannen  |

## Podia
| Klasse              | Eerste             | Tweede          | Derde       |
| ------------------- | ------------------ | --------------- | ----------- |
| Top-divisie mannen  | Sjoerd den Hertog  | Jeroen Janissen | Bart Swings |
| Top-divisie vrouwen | Marijke Groenewoud | Bente Kerkhoff  | Esther Kiel |

## Uitslag Top-divisie mannen[3]
| #      | Schaatser         | Nationaliteit | Ploeg                               | Ronde | Punten |
| ------ | ----------------- | ------------- | ----------------------------------- | ----- | ------ |
| Goud   | Sjoerd den Hertog | Nederland     | Royal A-ware                        | 140   | 50,1   |
| Zilver | Jeroen Janissen   | Nederland     | OKAY/Interfarms                     | 140   | 40     |
| Brons  | Bart Swings       | België        | OKAY/Interfarms                     | 140   | 32     |
| 4      | Luc ter Haar      | Nederland     | Bouwselect / De Haan Westerhoff     | 140   | 26     |
| 5      | Bart Hoolwerf     | Nederland     | Team Reggeborgh                     | 140   | 22     |
| 6      | Harm Visser       | Nederland     | Team Essent                         | 140   | 20     |
| 7      | Daan Gelling      | Nederland     | Royal A-ware                        | 140   | 18     |
| 8      | Niels Immerzeel   | Nederland     | VGR Sport / Galesloot constructie   | 140   | 16     |
| 9      | Miguel Bravo      | Portugal      | A6.nl / KMC                         | 140   | 14     |
| 10     | Lars Woelders     | Nederland     | Sprog                               | 140   | 12     |
| 11     | Hylke de Boer     | Nederland     | Sprog                               | 140   | 10     |
| 12     | Bart Mol          | Nederland     | A6.nl / KMC                         | 140   | 9      |
| 13     | Koen de Best      | Nederland     | Port of Amsterdam / SKITS           | 140   | 8      |
| 14     | Axel Koopman      | Nederland     | VGR Sport / Galesloot constructie   | 140   | 7      |
| 15     | Tom den Heijer    | Nederland     | OKAY/Interfarms                     | 140   | 6      |
| 16     | Wisse Slendebroek | Nederland     | Royal A-ware                        | 140   | 5      |
| 17     | Jochem Posthumus  | Nederland     | Speelman / Exclusief Vastgoedbeheer | 140   | 4      |
| 18     | Daan Berkhout     | Nederland     | Team Reggeborgh                     | 140   | 3      |
| 19     | Luuk Loohuis      | Nederland     | Port of Amsterdam / SKITS           | 140   | 2      |
| 20     | Nino van Dijk     | Nederland     | Traumeel Gel                        | 140   | 1      |

140 ronden
1:16:51uur (gem. 32,9sec) 43,7km/h

## Uitslag Top-divisie vrouwen[4]
| #      | Schaatser            | Nationaliteit | Ploeg                                        | Ronde | Punten |
| ------ | -------------------- | ------------- | -------------------------------------------- | ----- | ------ |
| Goud   | Marijke Groenewoud   | Nederland     | Team Albert Heijn Zaanlander                 | 100   | 50,1   |
| Zilver | Bente Kerkhoff       | Nederland     | Team Albert Heijn Zaanlander                 | 100   | 40     |
| Brons  | Esther Kiel          | Nederland     | Puur ICT-BTZ                                 | 100   | 32     |
| 4      | Lianne van Loon      | Nederland     | OKAY/Interfarms                              | 100   | 26     |
| 5      | Elsemieke van Maaren | Nederland     | OKAY/Interfarms                              | 100   | 22     |
| 6      | Kim Talsma           | Nederland     | Bouwbedrijf De Vries                         | 100   | 20     |
| 7      | Jet Fransen          | Nederland     | Wokke Vastgoed                               | 100   | 18     |
| 8      | Gioya Lancee         | Nederland     | Puur ICT-BTZ                                 | 100   | 16     |
| 9      | Tjilde Bennis        | Nederland     | Turner                                       | 100   | 14     |
| 10     | Olin Verhoog         | Nederland     | OCRE                                         | 100   | 12     |
| 11     | Tessa Snoek          | Nederland     | VGR Sport / Vreugdenhil Dairy Foods          | 100   | 10     |
| 12     | Sophie Kraaijeveld   | Nederland     | Turner                                       | 100   | 9      |
| 13     | Beau Wagemaker       | Nederland     | A6.nl / KMC                                  | 100   | 8      |
| 14     | Lidia Tempert        | Nederland     | Skadi / P&G Safety / Mark Bouman Grondwerken | 100   | 7      |
| 15     | Esmée Brommer        | Nederland     | Wokke Vastgoed                               | 100   | 6      |
| 16     | Eline Cox            | Nederland     | OCRE                                         | 100   | 5      |
| 17     | Judith Krabbenborg   | Nederland     | OCRE                                         | 100   | 4      |
| 18     | Eline van Voorden    | Nederland     | Fortune Coffee                               | 100   | 3      |
| 19     | Evi Gelling          | Nederland     | Turner                                       | 100   | 2      |
| 20     | Anna Marit Sybrandi  | Nederland     | Boltric                                      | 100   | 1      |

100 ronden
1:00:21uur (gem. 36,2sec) 39,8km/h

### Snelste wedstrijdgemiddelde
| Klasse              | Snelste gemiddelde       | Tijd     | Ronden | Schaatsster        | Nationaliteit | Ploeg                        |
| ------------------- | ------------------------ | -------- | ------ | ------------------ | ------------- | ---------------------------- |
| Top-divisie Mannen  | 43,7 km/h (gem. 32,9sec) | 01:16:51 | 140    | Sjoerd den Hertog  | Nederland     | Royal A-ware                 |
| Top-divisie Vrouwen | 39,8 km/h (gem. 36,2sec) | 01:00:21 | 100    | Marijke Groenewoud | Nederland     | Team Albert Heijn Zaanlander |

Marathon Cup 1 · 
Marathon Cup 2 · 
Marathon Cup 3 ·
Marathon Cup 4 · 
Marathon Cup 5 · 
Marathon Cup 6 · 
Marathon Cup 7 · 
Marathon Cup 8 · 
De Vier van Noord-Holland 1 · 
De Vier van Noord-Holland 2 · 
De Vier van Noord-Holland 3 · 
De Vier van Noord-Holland 4 · 
Marathon Cup 9 · 
NK kunstijs · 
Marathon Cup 10 · 
Marathon Cup 11 · 
Marathon Cup 12 · 
Marathon Cup 13 · 
Grand Prix 1 · 
Open NK natuurijs · 
Grand Prix 2 · 
Grand Prix 3 · Marathon Cup 14 · 
Marathon Cup 15 · 
Grand Prix 4 · 
Grand Prix 5 · 
Grand Prix 6 ·  
Marathon Cup 16  · 
Klassementen: KNSB Cup ·
Jongeren · 
Ploegen ·
Grand Prix ·
Club-assistent Brabantcup ·
De Vier van Noord-Holland
Lijst van schaatsmarathonrijders 2024/2025